# Ernst Neuhauser
Ernst Neuhauser (* 17. Juli 1928 in Wels; † 16. Juli 1997 ebenda) war ein oberösterreichischer Politiker (SPÖ) und Postbeamter. Neuhauser war von 1970 bis 1972 Abgeordneter zum Nationalrat und von 1972 bis 1988 Landesrat in der Oberösterreichischen Landesregierung.

## Ausbildung und Beruf
Neuhauser besuchte die Volks- und Hauptschule in Wels und absolvierte danach eine kaufmännische Berufsschule in Wels. Danach wurde er in die deutsche Wehrmacht eingezogen und kehrte erst 1946 aus der Kriegsgefangenschaft zurück. Er trat in der Folge in den Dienst des Österreichischen Post- und Telegraphendienstes und erhielt eine Stellung als Oberrevident. Nachdem Neuhauser zum Vizebürgermeister von Wels gewählt worden war, arbeitete er zwischen 1963 und 1979 als Vizepräsident der Welser Messe und übte von 1979 bis 1994 das Amt des Präsidenten aus. Als Präsident der Welser Messe wurde ihm der Berufstitel Kommerzialrat verliehen. Er war von 1972 bis zu seiner Deckung 1992 Mitglied der Freimaurerloge Zu den 7 Weisen.

## Politik
Kurz nach seinem Eintritt in die Post engagierte sich Neuhauser in der Postgewerkschaft und war ab 1948 als Gewerkschaftsfunktionär aktiv. Nachdem er 1961 in den Gemeinderat von Wels gewählt worden war, übernahm er 1963 das Amt des Ersten Bürgermeister-Stellvertreters, das er bis 1970 ausübte. Neuhauser legte das Amt des Vizebürgermeisters nieder, nachdem er am 31. März 1970 als Abgeordneter zum Nationalrat angelobt worden war und hatte das Nationalratsmandat bis zum 19. Oktober 1972 inne. Während dieser Zeit war Neuhauser von 1970 bis 1972 auch Fraktionsobmanns der SPÖ Wels. Neuhauser hatte sein Nationalratsmandat 1972 niedergelegt, um in die Oberösterreichische Landesregierung zu wechseln. Er rückte für den zurückgetretenen Landeshauptmann-Stellvertreter Josef Fridl nach und wurde am 24. Oktober 1972 angelobt. Er gehörte in der Folge den Landesregierungen Wenzl I und II sowie Ratzenböck I, II und III an, wobei er insbesondere das Wohnbauressort verwaltete. Zudem kandidierte er bei den jeweiligen Landtagswahlen, wobei er jedoch nie ein Mandat annahm und somit nie dem Landtag angehörte. Neuhauser gehörte der Landesregierung bis zum 41. November 1988 an und trat aus gesundheitlichen Gründen sowie innerparteilichen Meinungsverschiedenheiten in der Wohnbaupolitik zurück. Ihm wurde eine „joviale Hemdsärmeligkeit“ und eine „rau-herzliche Ausdrucksweise“ nachgesagt, wobei er sich insbesondere für die Revitalisierung von Häusern und Stadtteilen einsetzte.
Innerparteilich übte Neuhauser neben seinen politischen Ämtern auch die Funktionen des Stadtparteiobmann der SPÖ-Wels und jene des Bezirksobmanns der SPÖ Wels-Land aus. 1991 schied er auch aus dem Gemeinderat aus. Sportlich war Neuhauser als Verbinder beim Welser Fußballklub Blaue Elf aktiv und war in der Folge ab 1974 Vizepräsident des ASKÖ und Präsident des ASKÖ Oberösterreich.